# Semiothisa tricolorata
Semiothisa tricolorata är en fjärilsart som beskrevs av W. Warren 1895. Semiothisa tricolorata ingår i släktet Semiothisa och familjen mätare. Inga underarter finns listade i Catalogue of Life.